# Măluț, Bistrița-Năsăud
Măluț este un sat în comuna Braniștea din județul Bistrița-Năsăud, Transilvania, România.

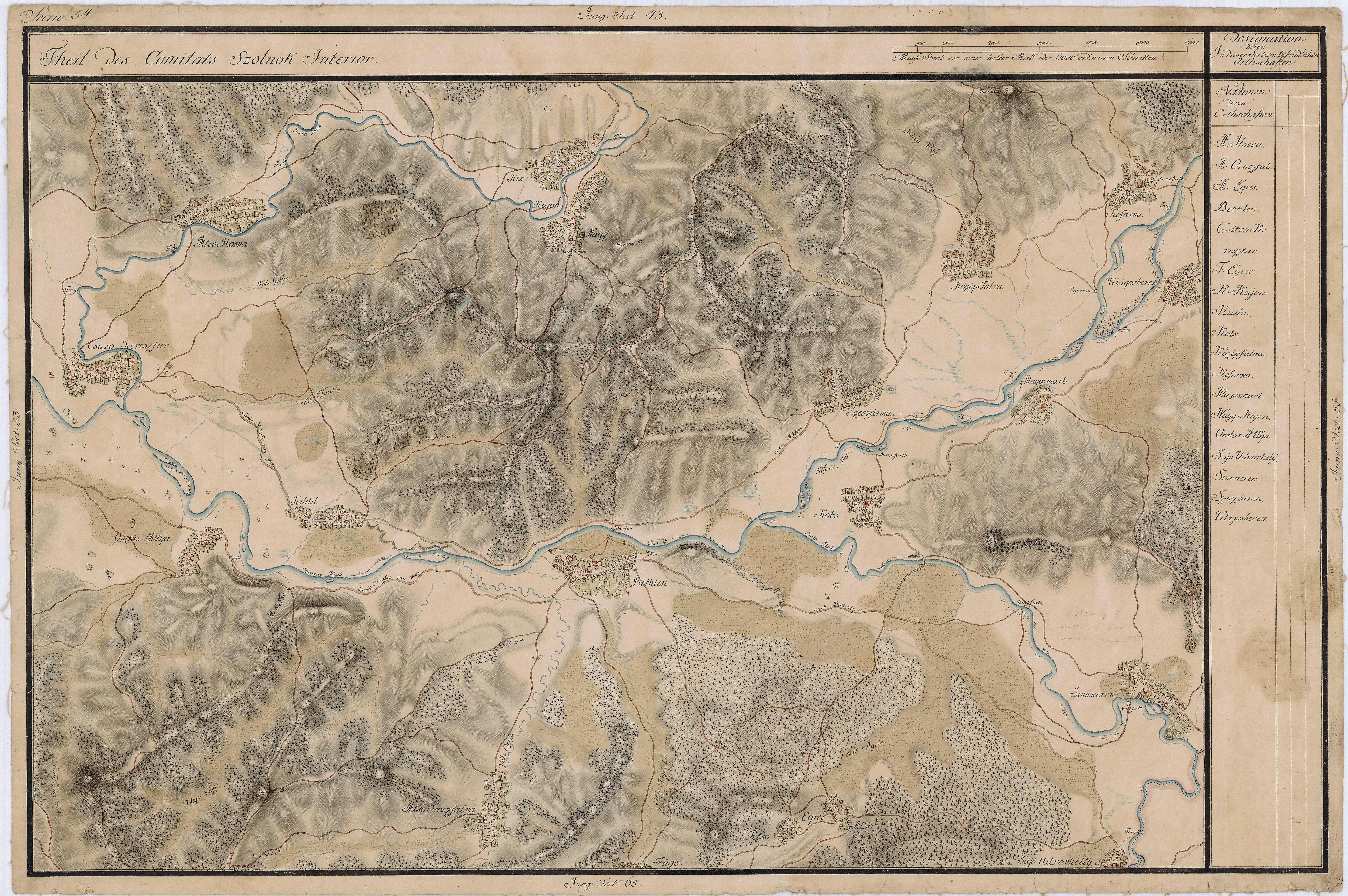
Măluţ în Harta Iosefină a Transilvaniei, 1769-73

## Obiectiv memorial
Monumentul Eroilor Români din Primul și Al Doilea Război Mondial. Monumentul, de tip obelisc, a fost ridicat în 1954, pentru cinstirea memoriei ostașilor români căzuți în cele Două Războaie Mondiale. Obeliscul este realizat din piatră și beton, fiind amplasat în curtea Bisericii Ortodoxe. Pe fețele I și II ale monumentului sunt înscrise numele a 36 eroi, căzuți în Primul și Al Doilea Război Mondial.